# Kombia
Genre
Kombia est un genre de copépodes de la famille des Rhynchomolgidae.

## Distribution
Les espèces de ce genre se rencontrent dans l'océan Pacifique et l'océan Indien.
Les espèces de ce genre sont associées à des scléractiniaires.

## Liste des espèces
Selon World Register of Marine Species (24 décembre 2017) :
- Kombia angulata Humes, 1962
- Kombia avitus Kim I.H., 2007
- Kombia curvata Nair & Pillai, 1986
- Kombia imminens Humes, 1979
- Kombia incrassata Humes, 1984

## Publication originale
- Humes, 1962 : Kombia angulata, n. gen., n. sp. (Copepoda, Cyclopoida)  Parasitic in a Coral in Madagascar. Crustaceana, vol. 4, no 1, p. 47-56.